# T. A. Sarasvati Amma
T. A. Sarasvati Amma (Tekkath Amayonkath Kalam Sarasvati Amma, également orthographié T. A. Saraswathi Amma) (1918-2000) est une érudite née au Kerala, en Inde, qui s'est spécialisée dans la géométrie de l'Inde ancienne et médiévale.

## Biographie
Sarasvati Amma (née en Cherpulachery, district de Palakkad, Kerala) était la deuxième fille de Kuttimalu Amma (mère) et Marath Achutha Menon (père). Elle a fait un diplôme universitaire en mathématiques et en physique à l'Université de Madras et a obtenu un diplôme de maîtrise en Sanskrit de l'Université Hindoue de Bénarès. Elle a fait ses recherches sous la direction du Dr V. Raghavan, un érudit en Sanskrit. Sarasvati Amma a enseigné au Collège Sree Kerala Varma, à Thrissur, au Collège Maharaja, à Ernakulam et au Collège pour femmes de Ranchi. Elle a été la directrice de Shri Shri Lakshmi Narain Trust Mahila Mahavidyalaya, à Dhanbad, au Jharkhand, de 1973 à 1980. À la suite de sa retraite, elle a passé les dernières années de sa vie dans sa ville natale, Ottappalam. Elle est décédée en 2000. Sa sœur cadette, T. A. Rajalakshmi était une écrivaine et romancière en Malayalam bien connue qui s'est suicidé en 1965,.

## Carrière académique
L'Association mathématique de Kerala a commencé, en 2002, à intégrer régulièrement à sa conférence annuelle une conférence commémorative en l'honneur de Sarasvati Amma, nommée Prof. T. A. Sarasvati Amma Memorial Lecture. Selon Michio Yano, qui a révisé le livre Géométrie de l'Inde ancienne et médiévale de Sarasvati Amma, celui-ci "a établi une base solide pour l'étude de la géométrie indienne".
Selon David Mumford, il y a peu de volumes où "l'on peut obtenir une vue d'ensemble de la plupart des sujets" en mathématiques indiennes. À part Mathématiques de l'Inde, de Kim Plofker, « il n'y a que le livre Histoire des mathématiques hindouistes..., de Datta et Singh (1938) et complété par le livre Géométrie de l'Inde ancienne et médiévale, de Sarasvati Amma (1979), tout aussi difficile à trouver ».
Son livre Géométrie de l'Inde ancienne et médiévale est une étude des écrits scientifique et quasi-scientifiques de l'Inde écrits en Sanskrit et en Prakrt, en commençant par la littérature Védique et se terminant avec le début du XVIIe siècle. Il traite en détail des Śulba-Sūtras dans la littérature Védique, avec les parts mathématiques des travaux de Jaina Canonical et de l'Hindou Siddhanta ainsi que les contributions faites à la géométrie par les astronomes mathématiciens Aryabhata I & II, Sripati, Bhaskara I & II, Sangamagrama Madhava, Paramesvara, Nilakantha, ses disciples et une foule d'autres. Les travaux des mathématiciens Mahavira, Sridhara et Narayana Pandita ainsi que le manuscrit Bakshali ont également été étudiés. Cet ouvrage cherche à démonter la théorie selon laquelle le génie mathématique indien a été essentiellement algébrique et calculatoire et qu'il évitait les preuves et les justifications. Il y avait une école en Inde, qui aimait effectuer des démonstrations géométriques, même de résultats algébriques.

### Les chapitres
1. Introduction
2. La Géométrie des Śulba-Sūtras
3. Les Débuts de la géométrie jaïniste
4. Le Trapèze
5. Le Quadrilatère
6. Le Triangle
7. Le Cercle
8. Les Volumes et les surfaces des solides
9. L'Algèbre géométrique
10. Problèmes d'ombres et autres problèmes

## Publications sélectionnées

### Livre
- T.A. Sarasvati Amma, Geometry in Ancient and Medieval India, Motilal Banarsidass Publishers Limited, 2007, 277 p. (ISBN 978-81-208-1344-1, lire en ligne)

### Articles
- T.A. Sarasvati Amma, « Sredi-kshetras Or Diagrammatic representations of mathematical series », Journal of Oriental Research, vol. 28,‎ 1958–1959, p. 74–85
- T.A. Sarasvati Amma, « The Cyclic Quadrilateral in Indian Mathematics », Proceedings of the All-India Oriental Conference, vol. 21,‎ 1961, p. 295–310
- T.A. Sarasvati Amma, « The Mathematics of the First Four Mahadhikaras of Trilokaprajnapati », Journal of Ganganath Jha Research Institute, vol. 18,‎ 1961–1962, p. 27–51
- T.A. sarasvati Amma, « Mahavira's Treatment of Series », Journal of Ranchi University, vol. I,‎ 1962, p. 39–50
- T.A. Sarasvati Amma, « Development of Mathematical Ideas in India », Indian Journal of History of Science, vol. 4,‎ 1969, p. 59–78